# Melanopareia maranonica
Melanopareia maranonica là một loài chim trong họ Melanopareiidae.